# Tangara à poitrine fauve
Dubusia taeniata
Espèce
Statut de conservation UICN

 LC  : Préoccupation mineure
Le Tangara à poitrine fauve (Dubusia taeniata), aussi appelé Tangara à sourcils d'argent, est une espèce de passereaux de la famille des Thraupidae.

## Répartition géographique
On le trouve en Bolivie, en Colombie, en Équateur, au Pérou et au Venezuela.